# Mahafalytenus paosy
Mahafalytenus paosy är en spindelart som beskrevs av Silva 2007. Mahafalytenus paosy ingår i släktet Mahafalytenus och familjen Ctenidae.
Artens utbredningsområde är Madagaskar. Inga underarter finns listade i Catalogue of Life.